# Устав Великой церкви
Уста́в Вели́кой це́ркви (храма Премудрости Божия в Константинополе), Уста́в пе́сненных после́дований — свод правил исполнения древних христианских праздничных богослужений, совершаемых вне монастырей, при большом стечении духовенства (во главе с епископом) и мирян.

## Использование
Устав Великой церкви действовал преимущественно в Византийской империи одновременно с аскетическими монашескими уставами Иерусалимским и Студийскими. Собственно Великой Церковью во времена Византии именовали собор святой Софии, кафедральный храм Константинопольских патриархов, который был очагом особой литургической культуры. В нём богослужение отправлялось с особою торжественностью и исключительной точностью. Он имел и свой особый устав, приуроченный к его специальным условиям. На нём отразились влияния устава Царского Двора (не в последнюю очередь из-за того, что на богослужениях участвовал сам император).
Характерной особенностью этого богослужебного устава являлось отсутствие дисциплинарной части, так как устав разработан не для монастыря, а для столичного кафедрального собора, где преобладали помпезные патриаршие и царские выходы и церемонии. Этим торжествам всегда сопутствовали красочные «песенные последования» — музыкальные композиции, попеременно исполняемые приближёнными аристократами, священством, лучшими придворными и церковными хорами и толпами окружающих людей.
Крестные ходы, молебны, литии или литании совершались вне храма на улицах, площадях, рынках, источниках, в гаванях и даже на поле за городом не только по большим праздникам, но и для совершения молебствия по случаю землетрясений, наводнений, засухи, пожаров, эпидемий, народных волнений, мятежей, нападений врагов или в благодарность за избавление от таковых.
Каждая литургия предварялась крестным ходом в храм (с песненными последованиями). Следы этой традиции в наше время обнаруживаются при совершении Литургии архиереем:
1. при его входе в храм хор поёт: «Достойно есть» (или задостойник) — т.е., песнопение, завершающее предыдущее богослужебное шествие,
2. во время пения антифонов архиерей сидит на кафедре посреди храма, по сути, не участвует в Литургии — что свидетельствует о прежних временах, когда псалмы попеременно (антифонно) пелись при шествии молящихся на Литургию.

После входа в храм сначала следовало чтение определённых отрывков из Священного Писания: Ветхозаветные паремии, псалмы, апостольские послания, Евангелие, затем проповедники разъясняли смысл прочитанного, предлагалась усиленная молитва (сугубая ектения), после чего диакона выводили из храма оглашенных, и избрав из приношений прихожан лучшие хлеб и вино, совершали  проскомидию и великий вход с предложенными Дарами.
Характерна литургия в Великую Пятницу в случае совпадения с Благовещением. Существовал чин умовения ног беднякам самим императором.

## Происхождение
Уставы песненных последований являются самыми древними в Христианской церкви. Указания на обязательное использование песнопений в богослужении содержатся во многих книгах Нового Завета:

И, воспев, пошли на гору Елеонскую.
— Мф. 26:30

назидая самих себя псалмами (др.-греч. ψαλμοῖς) и славословиями (ὕμνοις) и песнопениями духовными (ᾠδαῖς πνευματικαῖς), поя и воспевая в сердцах ваших Господу,
— Еф. 5:19

Слово Христово да вселяется в вас обильно, со всякою премудростью; научайте и вразумляйте друг друга псалмами, славословием и духовными песнями, во благодати воспевая в сердцах ваших Господу.
— Кол. 3:16

Итак что́ же, братия? Когда вы сходитесь, и у каждого из вас есть псалом (собственного составления),
— 1Кор. 14:26
Элементы Песненных последований, пусть в меньшей степени, были присущи и монашеским уставам. В богослужениях суровых отшельнических и общежительных общин преобладало пение Псалтыри, позже получили распространение многократно повторяемая покаянная Иисусова молитва, а также каноны и другие формы церковной поэзии. Несмотря на то, что во времена гонений на христиан в Римской империи трудно было совершать торжественные богослужения, Песненные последования получили широкое распространение.
Другой замечательной чертой Устава песненных последований является большое, даже массовое, участие специально посвящённых священнослужителей и церковнослужителей на всех богослужениях:

И Он поставил одних Апостолами, других пророками, иных Евангелистами, иных пастырями и учителями, к совершению святых, на дело служения, для созидания Тела Христова,
— Еф. 4:11-12
Священномученик Игнатий Богоносец утверждал: «Где епископ, там и Церковь; и где Церковь, там епископ.» Привязанность к церковной иерархии Устава песненных последований существенно отличает его от возникших позже монашеских уставов, согласно которым монахам изначально возбранялось принимать священный сан, поэтому даже в современной редакции Иерусалимского устава заметно, что предстоятель (настоятель монастыря) может не быть иереем. Из-за этого в древности часто случалось, что даже в крупных монастырях своих священников не было, и их специально для совершения Литургии приглашали из ближайших селений.
Апостольские постановления и «Путешествие ко св. местам» (Peregrinatio ad loca sancta), приписываемое Сильвии Аквитанской и описывающее богослужение Иерусалимской церкви конца IV в., подчёркивают близость внешнего строя и состава богослужений той эпохи с Уставом Великой церкви.
Однако с момента появления монашеских уставов повсеместно (как на востоке, так и на западе) инициатива разработки богослужения перешла к монастырям.
Послы Киевского великого князя Владимира, посланные в Константинополь узнать о Православной вере перед Крещением Руси, были изумлены благолепием Византийского богослужения: «Не знаем, на небе мы были или на земле».

## Исчезновение
После крушения Византийской империи грандиозные шествия православного духовенства с народом из политических соображений были запрещены сначала крестоносцами, а затем турками. После этого Устав Великой церкви практически исчез.
В Киевской Руси и позже в Великом княжестве Московском Устав Великой церкви тоже не получил развития по причине сурового климата, когда в зимние морозы и осеннюю и весеннюю распутицы затруднительно совершать продолжительные и многочисленные крестные ходы, предписанные этим Уставом.
Некоторые элементы Устава песненных последований были включены в состав Студийских и Иерусалимского уставов, добавив им праздничной торжественности, например: замена «Непорочных» полиелейными выходами.
В XIX веке, когда часть греков, болгар и других православных народов получила независимость от Оттоманской империи, в церквях греческой традиции и Болгарской церкви предпринимались попытки возродить Устав Великой церкви, приспособив его для приходского богослужения.